# Danie Visser
Pour les articles homonymes, voir Visser.
Danie Visser, né le 21 juillet 1961 à Rustenburg en Afrique du Sud, est un ancien joueur de tennis professionnel sud-africain.
Il était spécialiste du double et a remporté 3 tournois du Grand Chelem en double messieurs (2 Open d'Australie et 1 US Open). Il a atteint la place de no 1 mondial en double en 1990.

## Parcours dans les tournois duGrand Chelem

### En simple
| Année | Open d'Australie | Open d'Australie | Internationaux de France | Internationaux de France | Wimbledon       | Wimbledon     | US Open         | US Open    | Open d'Australie | Open d'Australie |
| ----- | ---------------- | ---------------- | ------------------------ | ------------------------ | --------------- | ------------- | --------------- | ---------- | ---------------- | ---------------- |
| 1982  | n.o.             | n.o.             | 2e tour (1/32)           | J. Nyström               | 1er tour (1/64) | B. Derlin     | 1er tour (1/64) | S. Davis   | —                | —                |
| 1983  | n.o.             | n.o.             | 2e tour (1/32)           | A. Gómez                 | 1er tour (1/64) | H. Leconte    | 3e tour (1/16)  | M. Dickson | —                | —                |
| 1984  | n.o.             | n.o.             | 1er tour (1/64)          | K. Nováček               | 3e tour (1/16)  | J. Arias      | 2e tour (1/32)  | A. Järryd  | —                | —                |
| 1985  | n.o.             | n.o.             | 2e tour (1/32)           | M. Mečíř                 | 1/8 de finale   | A. Järryd     | 2e tour (1/32)  | M. Ostoja  | 2e tour (1/32)   | J. McEnroe       |
| 1986  | n.o.             | n.o.             | 1er tour (1/64)          | E. Teltscher             | 2e tour (1/32)  | J. Fitzgerald | 2e tour (1/32)  | S. Casal   | n.o.             | n.o.             |
| 1987  | 2e tour (1/32)   | B. Pearce        | —                        | —                        | 2e tour (1/32)  | K. Evernden   | 1er tour (1/64) | M. Freeman | n.o.             | n.o.             |
| 1988  | 3e tour (1/16)   | M. Oosting       | —                        | —                        | —               | —             | —               | —          | n.o.             | n.o.             |
| 1989  | 3e tour (1/16)   | T. Muster        | —                        | —                        | 1er tour (1/64) | C.-U. Steeb   | 2e tour (1/32)  | A. Gómez   | n.o.             | n.o.             |
| 1990  | —                | —                | —                        | —                        | 2e tour (1/32)  | B. Gilbert    | —               | —          | n.o.             | n.o.             |

N.B. : à droite du résultat se trouve le nom de l'ultime adversaire.

### En double
| Année | Open d'Australie            | Open d'Australie           | Internationaux de France     | Internationaux de France | Wimbledon                  | Wimbledon               | US Open                    | US Open                  | Open d'Australie          | Open d'Australie    |
| ----- | --------------------------- | -------------------------- | ---------------------------- | ------------------------ | -------------------------- | ----------------------- | -------------------------- | ------------------------ | ------------------------- | ------------------- |
| 1981  | n.o.                        | n.o.                       | 1er tour (1/32) J. Yuill     | Edwards C. Edwards       | 1er tour (1/32) T. Viljoen | C. Skakle J. Yuill      | —                          | —                        | —                         | —                   |
| 1982  | n.o.                        | n.o.                       | 1/8 de finale T. Viljoen     | B. Guan D. Tarr          | 1/8 de finale T. Viljoen   | J. Lloyd D. Stockton    | 1/8 de finale T. Viljoen   | V. Amaya H. Pfister      | —                         | —                   |
| 1983  | n.o.                        | n.o.                       | 2e tour (1/16) E. Edwards    | D. Graham L. Warder      | 2e tour (1/16) T. Viljoen  | A. Jarrett B. Mottram   | 1er tour (1/32) E. Edwards | B. Mitton B. Walts       | —                         | —                   |
| 1984  | n.o.                        | n.o.                       | 1er tour (1/32) E. Edwards   | K. Curren S. Denton      | 2e tour (1/16) E. Edwards  | T. Šmíd P. Složil       | 1er tour (1/32) E. Edwards | G. Donnelly B. Walts     | —                         | —                   |
| 1985  | n.o.                        | n.o.                       | 2e tour (1/16) E. Edwards    | Gunnarsson M. Mortensen  | 1er tour (1/32) Gerulaitis | B. Levine E. Van't Hof  | 1er tour (1/32) E. Edwards | R. Acuña E. Fernandez    | 2e tour (1/16) E. Edwards | C. Miller L. Warder |
| 1986  | n.o.                        | n.o.                       | 1er tour (1/32) C. Steyn     | H. Günthardt P. McNamee  | 1/8 de finale C. Steyn     | G. Donnelly P. Fleming  | 1/8 de finale C. Steyn     | A. Gómez Živojinović     | n.o.                      | n.o.                |
| 1987  | 1/8 de finale E. Edwards    | K. Flach R. Seguso         | —                            | —                        | 1er tour (1/32) C. Steyn   | D. Cahill M. Kratzmann  | 1er tour (1/32) C. Steyn   | P. Doohan L. Warder      | n.o.                      | n.o.                |
| 1988  | 1er tour (1/32) C. Steyn    | M. Gustafsson N. Kroon     | 1er tour (1/32) P. Aldrich   | D. Cahill A. Mansdorf    | 1/4 de finale P. Aldrich   | E. Edwards G. Muller    | 1er tour (1/32) P. Aldrich | E. Korita J. Levine      | n.o.                      | n.o.                |
| 1989  | 1/8 de finale P. Aldrich    | S. Edberg J. Grabb         | —                            | —                        | 1/4 de finale P. Aldrich   | K. Flach R. Seguso      | 2e tour (1/16) P. Aldrich  | G. Ivanišević D. Nargiso | n.o.                      | n.o.                |
| 1990  | Victoire P. Aldrich         | G. Connell G. Michibata    | 1/4 de finale P. Aldrich     | S. Casal E. Sánchez      | Finale P. Aldrich          | R. Leach J. Pugh        | Victoire P. Aldrich        | P. Annacone D. Wheaton   | n.o.                      | n.o.                |
| 1991  | 1er tour (1/32) P. Aldrich  | P. Haarhuis M. Koevermans  | 1/4 de finale G. Muller      | J. Frana L. Lavalle      | 2e tour (1/16) G. Muller   | J. Frana L. Lavalle     | 1er tour (1/32) G. Muller  | M. Schapers J. Svensson  | n.o.                      | n.o.                |
| 1992  | 1/8 de finale P. Aldrich    | T. Nijssen C. Suk          | 2e tour (1/16) P. Aldrich    | D. Adams A. Olhovskiy    | 1er tour (1/32) P. Aldrich | J. Fitzgerald A. Järryd | 1/8 de finale Galbraith    | N. Borwick S. Youl       | n.o.                      | n.o.                |
| 1993  | Victoire L. Warder          | J. Fitzgerald A. Järryd    | 1er tour (1/32) L. Warder    | K. Nováček C.-U. Steeb   | 1/8 de finale L. Warder    | R. Deppe M. Knowles     | 1er tour (1/32) L. Warder  | M. Keil S. Kruger        | n.o.                      | n.o.                |
| 1994  | 1er tour (1/32) J. Grabb    | S. Casal E. Sánchez        | 1er tour (1/32) van Rensburg | J. Apell J. Björkman     | 2e tour (1/16) R. Leach    | S. Cannon Macpherson    | 2e tour (1/16) R. Leach    | L. Bale B. Steven        | n.o.                      | n.o.                |
| 1995  | 2e tour (1/16) van Rensburg | T. Woodbridge M. Woodforde | 2e tour (1/16) G. Muller     | M. Knowles J. Siemerink  | 1er tour (1/32) Haygarth   | J. Apell J. Björkman    | 1er tour (1/32) G. Muller  | Kafelnikov A. Olhovskiy  | n.o.                      | n.o.                |

N.B. : le nom du ou de la partenaire se trouve sous le résultat ; le nom des ultimes adversaires se trouve à droite.